# Batalla de las Llanuras Hierbosas
La batalla de las Llanuras Hierbosas, tiene lugar en el universo ficticio Star Wars y fue la batalla culminante en la que el Gran Ejército Gungan luchó por Naboo contra los droides de batalla de la Federación de Comercio, quienes habían ocupado el planeta durante la Invasión de Naboo. A menudo es llamada la batalla de Naboo.
La batalla fue planeada por la Reina Padmé Amidala como una distracción para alejar a la Federación de Theed, y así, poder librar a la ciudad de su control mediante un ataque sorpresa. El Virrey de la Federación de Comercio Nute Gunray ordenó al grueso del ejército salir hacia las llanuras para ocuparse de la amenaza, dejando tan solo una minúscula fuerza defensiva para custodiar la capital.
Los gungans lucharon durante varias horas; sin embargo cuando sus escudos de energía fueron destruidos fueron rápidamente mermados por las fuerzas de OOM-9 en una derrota táctica. Sin embargo, cuando ya parecía que estaba todo perdido, la destrucción de la nave de control de droides por Anakin Skywalker, produjo la desactivación instantánea de todo el ejército de la Federación, con la consiguiente victoria final para los gungans.

## Antecedentes
La Reina imploró al Senado Galáctico para ayudarla contra la ocupación ilegal de la Federación de Comercio de su planeta hogar de Naboo, pero no pudo soportar el sufrimiento de su pueblo mientras que el Senado deliberaba. Viendo que tenía que tomar una decisión propia, volvió a su hogar y se dispuso a defenderlo y con la ayuda de Jar Jar Binks, logró convencer a Rugor Nass, líder de los Gungans, para unificar el planeta. Al mismo tiempo, Nass nombró a Jar Jar "Pomposo General" y puso al Gran ejército gungan bajo su control.
Se planeó que el ejército gungan distrajera al grupo principal del ejército droide de la Federación en las Llanuras Verdes en un enorme ataque cara a cara permitiendo a Amidala y su fuerza de ataque junto con los Jedi Qui-Gon Jinn Y Obi-Wan Kenobi atacar Theed y liberar el hangar. Los pilotos de Naboo deberían entonces la nave de control de droides desactivando al ejército de la federación y permitiendo a Amidala capturar al Virrey, obteniendo así, el control del planeta de nuevo.

## La Batalla
El Ejército procedió a salir de su escondite en los pantanos, para recuperar lo que era suyo. Las acciones de La Federación durante la batalla anterior reflejaban poco más que una masacre. Muchos civiles resultaron muertos durante la evacuación de Otoh Gunga, de modo que muchos militiagungs sin familia y sin un hogar. Se trasladaron a su posición, tomando gran parte de las Llanuras Verdes, y pusieron en marcha sus generadores de escudo, colocados en las espaldas de los gigantes fambaas.
El ejército fue cubierto en un enorme cúpula, impermeable a cualquier bombardeo. Las fuerzas de OOM-9, vinieron desde Theed, descendiendo los cerros con Tanques Blindados de Asalto, Multi-Transportes de tropas y unidades a pie, ordenó abrir fuego, al ver OOM-9 que no iba a ser tan fácil ganar, dio la orden de atacar a pie, los MTTs de la Federación descargaron miles de droides de batalla, para gran horror de los Gungans. Los robots marchaban lentamente atravesando los escudos Gungan y disparando sobre los desprotegidos soldados. Los Gungans, liderados por el General Ceel y el General Binks, pelearon con escudos personales, catapultas, Boomas y cestas pero no podían detener el persistente asalto. Un escuadrón de droidekas rodaron hasta el sangriento campo de batalla, incrementando las bajas hasta un punto casi sin retorno.
El ejército central que tenía la mayoría de las tropas mantuvo un asalto frontal en el núcleo de las tropas Gungan, mientras los ejércitos de los flancos avanzaban. Las tropas de la izquierda fueron detenidas por los esfuerzos de Nym en su caza, el Havoc, y las tropas de la derecha fueron detenidaas por las Fuerzas de Seguridad Real.
Finalmente, el generador de escudo fue destruido por el fuegi concentrado de las Droidekas, al estar desactivada la cubierta. OOM-9 ordenó el avance de todos los AATs. Los tanques entraron en las posiciones Gungan, dañando las anteriormente Llanuras Verdes. Mientras los Gungan hacían gran daño con sus catapultas se quedaron sin munición y tuvieron que empezar a usar hondas. El Gran Ejército Gungan se estaba diezmando ante los droides de la Federación. Al darse cuenta de eso el General Ceel ordenó la retirada y el Captain Tarpals salvo al General Binks de morir por muy poco. Al final cayeron derrotados.

## Resultado
A pesar de la enorme derrota de los Gungans, los acontecimientos cambiarían dramáticamente cuando la nave de Control Droide que orbitaba el planeta fue destruida al final de la batalla espacial de Naboo por Anakin Skywalker desactivando el ejército droide e instantáneamente liberando a los Gungan sobrevivientes instaneamente de su reciente calidad de prisioneros de guerra. Observaron impresionados cómo sus captores droides y vehículos enemigos comenzaban a apagarse a su alrededor , dándose cuenta de que aunque habían perdido su batalla, la batalla en el espacio debía haberse ganado. De inmediato comenzaron a celebrar derribando los droides inactivos.
Gracias a las valientes acciones de los Gungans, la reina Padmé Amidala tuvo éxito en su misión de capturar al Virrey y el control de Naboo fue devuelto a sus habitantes. Después hubo un armisticio entre los Gungan y los Naboo el Jefe Rugor Nass se mudó a una colonia Gungan creada en Ohma-D'un y mantuvo relaciones amigables con los Naboo.
La batalla fue puesta en una transmisión holográfica de hechos históricos por la Federación de comercio, para mostrar como habría sido el combate si la nave de control no hubiese sido destruida, incluyendo a Darth Maul llegando durante la batalla para ayudar al ejército droide.
- Datos: Q5723223